# 東亞反日武裝戰線
东亚反日武装战线是日本的一个非法的无政府主义组织，成立于1970年代初。该组织持反日亡国论、穷民革命论、阿伊努革命论等主张，废除日本的天皇制，要求日本担负二战期间的战争责任。其创立者为大道寺将司。
该组织通过暴力手段来达成目标，被日本政府列为“極左暴力群體”之一。在1970年代曾造成多起轰动日本的爆炸事件，如1971年的興亞觀音與殉國七士之碑被炸事件、1972年的总持寺纳骨堂爆破事件、風雪之群像、北方文化研究施設爆破事件以及1974年的三菱重工爆炸事件。1975年5月19日，其领导人大多被捕，活动陷入迟滞。2024年1月25日，最後一名重要通緝犯桐島聰自首落網，其後病逝。目前仍有部份成員如大道寺綾子、佐佐木規夫等仍流亡海外，他們都是由友好組織日本赤軍通過劫機或劫持人質等恐怖主義事件後從獄中被釋放，然後潛逃。